# アジア太平洋協議会
アジア太平洋協議会（あじあたいへいようきょうぎかい、Asian and Pacific Council）とは、かつて冷戦期に中華人民共和国や北ベトナムに対抗するために、西側陣営に属するアジア・オセアニア諸国が開いた年次閣僚会議。略称はASPAC。

## 概要
1966年に韓国の朴正煕大統領の提唱で、日本・韓国・中華民国・フィリピン・南ベトナム・タイ・マレーシア・オーストラリア・ニュージーランドの9か国が参加した。参加諸国間の開発と相互協力を掲げたていたが、その一方でベトナム戦争における南ベトナムへの支援など共産主義勢力の東アジア・東南アジア進出を抑制する意図も有していた。
日本は憲法上の制約から、経済社会協力プロジェクトを主導して資金拠出を行うなど経済・社会的分野に限定されながらも中心的な役割を果たした。
だが、ニクソン・ショック（1971年）及び中華人民共和国の国際連合加盟（1972年）、世界的なベトナム反戦運動の巻き起こりによって参加諸国の足並みが乱れ、1973年には事実上の活動停止に追い込まれた。